# The Singing Heads
The Singing Heads – męski zespół wokalny założony w 2013 roku z inicjatywy dyrygenta – Mariusza Lewego. Tworzą go studenci i absolwenci łódzkich uczelni. 

## Repertuar
The Singing Heads wykonuje utwory w najróżniejszej stylistyce – od muzyki dawnej, klasycznej i romantycznej po dzieła współczesnych kompozytorów, standardy jazzowe, muzykę rozrywkową, gospel. Głównym przedmiotem zainteresowania zespołu są utwory utrzymane w stylistyce Barbershop Harmony. W repertuarze grupy znajdują się także liczne utwory łódzkich kompozytorów.
Zespół regularnie koncertuje na scenach uznanych polskich instytucji kultury takich jak: Filharmonia Narodowa (Poranne i popołudniowe Koncerty dla Dzieci), Filharmonia Łódzka (Świąteczne rozśpiewanie, Koncerty Pasyjne), Akademia Muzyczna im. G. i K. Bacewiczów w Łodzi (Absolwenci z batutą). Działalność The Singing Heads nie ogranicza się jedynie do desek scen sal koncertowych. Zespół równie dobrze czuje się śpiewając dla przechodniów chociażby na ulicy Piotrkowskiej w Łodzi.

## Współpraca
Zespół The Singing Heads współpracuje również z łódzkimi chórami żeńskimi i mieszanymi, co pozwala mu wykonywać repertuar przeznaczony dla wokalnych zespołów mieszanych. Kilkukrotnie scenę dzielił z takimi chórami jak Kameralny Żeński Chór Rebelove, Akademicki Chór Politechniki Łódzkiej, Chór dla (nie)opornych, Chór Mieszany Towarzystwa Śpiewaczego "Lutnia" w Zgierzu. Podczas koncertów w Filharmonii Narodowej w Warszawie, zespół występował przy akompaniamencie Noesis String Quartet czy kwintetu dętego. 
Podczas pandemii COVID-19 w 2020 i 2021 r. zespół przeniósł swoją działalność do Internetu, nagrywając cover utworu “Zombie” zespołu The Cranberries we współpracy z duetem wiolonczelowym The Cellos oraz kolędę “Szła Kolęda” wraz z innymi chórami z regionu łódzkiego.

## Osiągnięcia
- czerwiec 2023 - Festiwal Chóralny Legnica Cantat - srebrny dyplom
- listopad 2021 - Festiwal Chóralny Legnica Cantat

- złoty dyplom
- Nagroda Polskiego Związku Chórów i Orkiestr Zarządu Głównego w Warszawie za najlepsze wykonanie utworu kompozytora polskiego
- I miejsce; nagroda im. Henryka Karlińskiego
- czerwiec 2021 - Międzynarodowy Festiwal Pieśni Chóralnej w Międzyzdrojach:

- Złoty dyplom w konkursie Musica Sacra
- Złoty dyplom za występ festiwalowy
- Nagrodę Zarządu Głównego Polskiego Związku Chórów i Orkiestr
- maj 2018 - I Festiwal Muzyki Chóralnej Choir in Motion:

- złoty dyplom
- Nagroda specjalna za aranżacje prezentowanych utworów
- styczeń 2017 - XII Ogólnopolski Konkurs Kolęd i Pastorałek w Chełmnie - złote pasmo
- listopad 2015 - XVIII Festiwal Chóralny Cantio Lodziensis - II miejsce[3]
- listopad 2014 - XVII Festiwal Chóralny Cantio Lodziensis - II miejsce[4]
- październik 2014 - VI Ogólnopolski Konkurs "Ars Liturgica" w Gnieźnie - srebrny dyplom[5]